# Osea Kolinisau
Ratu Osea Ramodi Kolinisau (* 17. listopadu 1985 Suva) je bývalý sedmičkový ragbista, který byl v roce 2021 zvolen do Světové ragbyové síně slávy. Byl oceněn nejvyšším fidžijským vyznamenáním.
Na LOH 2016 byl vlajkonošem Fidži. Jako kapitán vyhrál zlatou olympijskou medaili. Pro jeho zemi to bylo první olympijská medaile ze všech sportů v historii. Ve stejném roce byl v nominaci na nejlepšího sedmičkového ragbistu na světě. V sezonách 2014/15 a 2015/16 vyhrál s Fidži HSBC World Series Rugby Sevens. Za sedmičkovou reprezentaci odehrál 261 zápasů a připsal si 1131 bodů (2008–2017).
V březnu 2024 se stal trenérem sedmičkové fidžijské reprezentace. Na LOH 2024 získal jako trenér stříbrnou medaili. Smlouvu má do roku 2028.